# Lawrence A. Cremin
Lawrence A. Cremin (New York, 31 ottobre 1925 – New York, 4 settembre 1990) è stato uno storico statunitense.

## Biografia
Nato a New York, nello stato statunitense di New York, studiò al City College dell'università di New York e poi all'università della Columbia, dove ottenne il dottorato in filosofia. Nel 1962 vinse il premio Bancroft per l'opera American History for his book The Transformation of the School: Progressivism in American Education, 1876-1957
Nel 1981 venne premiato con il premio Pulitzer per la storia per American Education: The National Experience, 1783-1876

## Opere
- American History for his book The Transformation of the School: Progressivism in American Education, 1876-1957
- American Education: The National Experience, 1783-1876